# Himanshu Gulati

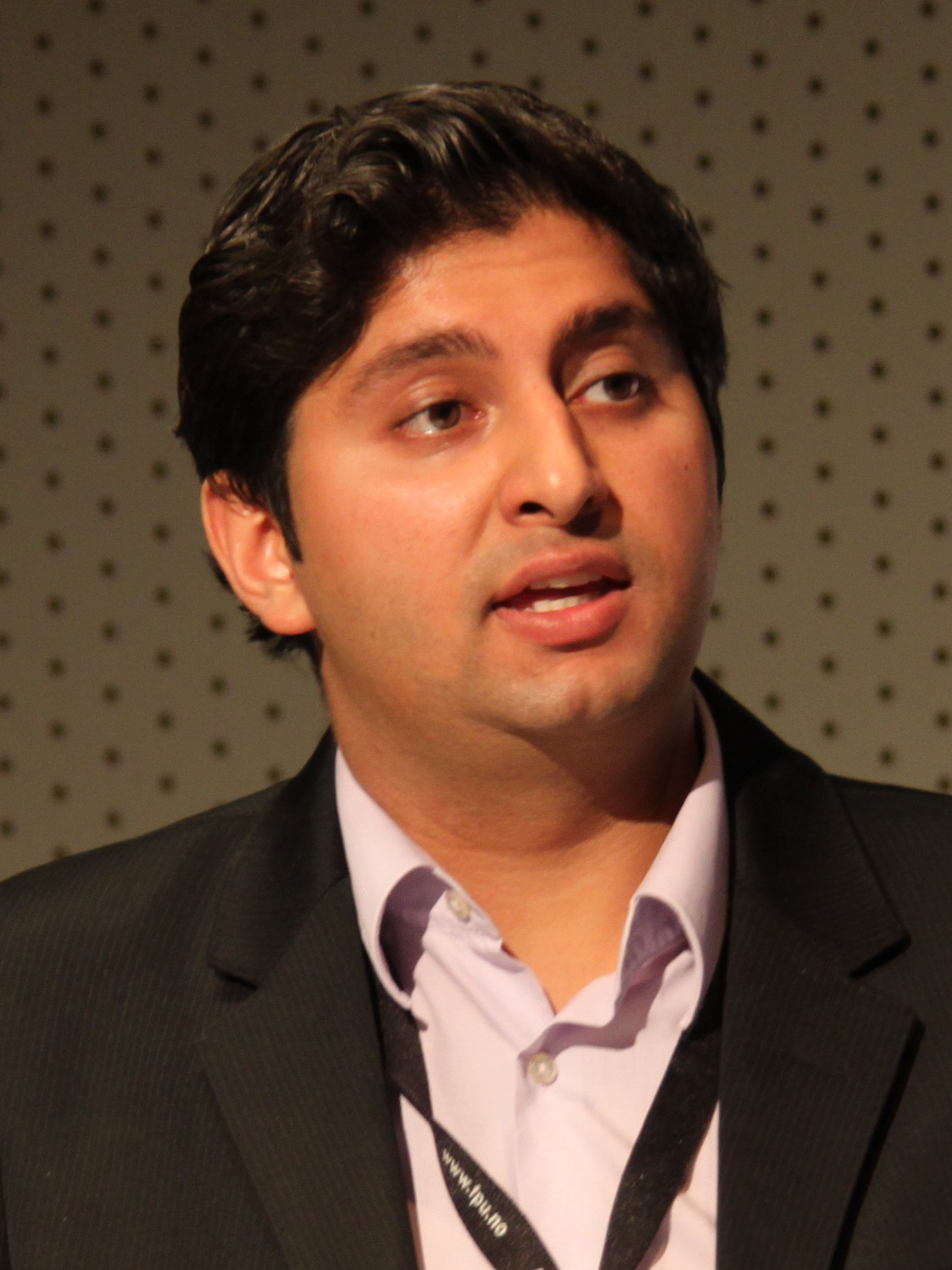
Himanshu Gulati (2012)

Himanshu Gulati (* 16. Juni 1988 in Førde) ist ein norwegischer Politiker der rechten Fremskrittspartiet (FrP). Von Oktober 2013 bis September 2017 war er Staatssekretär, seitdem ist er Abgeordneter im Storting.

## Leben
Himanshu Gulati kam in Førde zur Welt und lebte bis zu seinem neunten Lebensjahr im Ort Lavik, Kommune Høyanger. Seine Eltern stammen aus Indien. Er verpasste sowohl bei der Parlamentswahl 2009 als auch bei der Wahl 2013 den Einzug in das norwegische Nationalparlament Storting und wurde stattdessen Vararepresentant, also Ersatzabgeordneter. In der Zeit von 2012 bis 2014 war Gulati Vorstand der Jugendorganisation Fremskrittspartiets Ungdom (FpU). Er galt damals als der erste Vorsitzende einer norwegischen Jugendpartei mit multikulturellem Hintergrund. Am 16. Oktober 2013 wurde er zum Staatssekretär in der neu gebildeten Regierung Solberg ernannt und Gulati war bis Oktober 2014 im Justiz- und Bereitschaftsministerium tätig. Bei seiner Ernennung war er der jüngste Staatssekretär der Regierung und er erhielt die Zuständigkeit für den Bereich Einwanderung und Integration. Am 17. Oktober 2014 wechselte er als Staatssekretär in das Statsministerens kontor, der Kanzlei der Ministerpräsidentin. Dort verblieb er bis zum 30. September 2017.
Bei der Parlamentswahl am 11. September 2017 zog er ins Storting ein. Dort vertritt er den Wahlkreis Akershus und er wurde Mitglied im Justizausschuss des Parlaments. Im Januar 2020 wechselte er in den Familien- und Kulturausschuss. Bei einer Kampfabstimmung gewann er vor der Stortingswahl 2021 im Dezember 2020 die Nominierung auf dem zweiten Listenplatz der Fremskrittspartiet in Akershus. Nach der Wahl 2021 wechselte Gulati in den Bildungs- und Forschungsausschuss.

## Positionen

### Kultur und Religion
Gulati tritt dafür ein, dass sämtliche Glaubensgemeinschaften keine Unterstützung durch Steuergelder bekommen sollten. Lediglich für den Unterhalt der Gebäude sollen Zahlungen getätigt werden. Er erklärte, dass Steuerzahler nicht den Glauben anderer Bürger finanzieren müssten und eine Selbstfinanzierung größeres Engagement hervorrufen würde. In seiner Position als medienpolitischer Sprecher  seiner Partei sprach er sich im November 2020 für eine Kürzung der staatlichen Zahlungen an den staatlichen Rundfunk Norsk rikskringkasting (NRK) aus. Gulati erklärte, dass für den Sender die gleiche Situation gelten solle wie auch für die restlichen Medienanstalten des Landes.

### Asylrecht
Bei seiner Ernennung zum Staatssekretär im Justizministerium äußerte Himanshu Gulati, dass eine schnellere Auslieferung von kriminellen Asylbewerbern geplant sei. Im Juni 2014 reiste er in seiner Funktion als Staatssekretär in die eritreische Hauptstadt Asmara, wo er über die Rückführung von 500 abgelehnten Asylbewerbern verhandelte.

## Auszeichnungen
Im Januar 2019 wurde er vom indischen Präsidenten Ram Nath Kovind mit dem Diaspora-Preis Pravasi Bharatiya Samman geehrt.